# Vezels-Roussy
 Vezels-Roussy  es una población y comuna francesa, situada en la región de Auvernia, departamento de Cantal, en el distrito de Aurillac y cantón de Arpajon-sur-Cère.

## Demografía
| 275 | 203 | 149 | 124 | 120 | 143 |
| Para los censos de 1962 a 1999 la población legal corresponde a la población sin duplicidades (Fuente: INSEE [Consultar]) |     |     |     |     |     |